# Valkjärvi (sjö i Finland, Lappland)
Valkiajärvi eller Valkjärvi är en sjö i Finland. Den ligger i kommunen Enare i landskapet Lappland, i den norra delen av landet, 900 km norr om huvudstaden Helsingfors. Valkiajärvi ligger 160,5 meter över havet. Arean är 31,8 hektar och strandlinjen är 3,82 kilometer lång. Sjön  ingår i Pasvik älvs huvudavrinningsområde. 